# A Bee Gees együttes kislemezei
- Az alábbi lista a Bee Gees együttes 1960-as években kiadott kislemezeit tartalmazza.
- Az 1970-es években kiadott kislemezek A Bee Gees együttes 1970-es években kiadott kislemezei szócikkben találhatók meg.

| kislemez                                                                                        | Típus | kiadási év | Borító | Az album dalainak szerzője                                                                                                  |
| ----------------------------------------------------------------------------------------------- | ----- | ---------- | ------ | --- |
| The Battle of the Blue and the Grey The Three Kisses of Love                                    | 45    | 1963       |        | Barry Gibb |
| Timber! Take Hold of That Star                                                                  | 45    | 1963       |        | Barry Gibb |
| Timber! Take Hold of That Star The Battle of The Blue and Grey The Three Kisses of Love         | EP    | 1963       |        | Barry Gibb |
| Peace of Mind Don't Say Goodbye                                                                 | 45    | 1964       |        | Barry Gibb |
| Claustrophobia Could It Be                                                                      | 45    | 1964       |        | Barry Gibb |
| Turn Around, Look at Me Theme from 'The Travels of Jaimie McPheeters'                           | 45    | 1964       |        | Jerry Capehart Jerry Winn, Leigh Harline                                                                                    |
| House Without Windows And I’ll Be Happy                                                         | 45    | 1965       |        | Barry Gibb |
| Every Day I Have to Cry You Wouldn't Know                                                       | 45    | 1965       |        | Arthur Alexander Barry Gibb                                                                                                 |
| Little Miss Rhythm And Blues You Here I Am                                                      | 45    | 1965       |        | Barry Gibb |
| Wine and Women Follow the Wind                                                                  | 45    | 1965       |        | Barry Gibb |
| Wine and Women Follow the Wind Peace of Mind Don't Say Goodbye                                  | EP    | 1965       |        | Barry Gibb |
| Turn Around, Look at Me Everyday I Have to Cry Wine and Women Peace of Mind                     | EP    | 1965       |        | Jerry Capehart Arthur Alexander Barry Gibb                                                                                  |
| I Was a Lover, a Leader of Men And the Children Laughing                                        | 45    | 1965       |        | Barry Gibb |
| I Want Home Cherry Red                                                                          | 45    | 1966       |        | Barry Gibb |
| Monday's Rain Playdown                                                                          | 45    | 1966       |        | Barry Gibb |
| Monday's Rain All of My Life                                                                    | 45    | 1966       |        | Barry Gibb |
| Spicks and Specks I Am The World                                                                | 45    | 1966       |        | Barry Gibb Robin Gibb |
| Spicks and Specks Jingle Jangle Tint Of Blue Where Are You                                      | EP    | 1966       |        | Barry Gibb Barry Gibb, Robin Gibb Maurice Gibb                                                                              |
| Born a Man Big Chance                                                                           | 45    | 1967       |        | Barry Gibb |
| New York Mining Disaster 1941 Close Another Door                                                | 45    | 1967       |        | Barry Gibb, Robin Gibb Barry Gibb, Robin Gibb, Maurice Gibb                                                                 |
| New York Mining Disaster 1941 I Can't See Nobody                                                | 45    | 1967       |        | Barry Gibb, Robin Gibb |
| New York Mining Disaster 1941 I Close My Eyes I Can't See Nobody Cucumber Castle                | EP    | 1967       |        | Barry Gibb, Robin Gibb |
| New York Mining Disaster 1941 I Can't See Nobody Spicks And Specks I Am The World               | EP    | 1967       |        | Barry Gibb, Robin Gibb Barry Gibb, Robin Gibb                                                                               |
| To Love Somebody Close Another Door                                                             | 45    | 1967       |        | Barry Gibb, Robin Gibb Barry Gibb, Robin Gibb, Maurice Gibb                                                                 |
| To Love Somebody I Can't See Nobody                                                             | 45    | 1967       |        | Barry Gibb, Robin Gibb |
| Massachusetts Barker of The UFO                                                                 | 45    | 1967       |        | Barry Gibb, Robin Gibb, Maurice Gibb Barry Gibb                                                                             |
| To Love Somebody Spicks and Specks Turn of The Century Close Another Door                       | EP    | 1967       |        | Barry Gibb, Robin Gibb Barry Gibb Barry Gibb, Robin Gibb Barry Gibb, Robin Gibb, Maurice Gibb                               |
| To Love Somebody Cucumebr Castle Turn of The Century Close Another Door                         | EP    | 1967       |        | Barry Gibb, Robin Gibb Barry Gibb, Robin Gibb, Maurice Gibb                                                                 |
| To Love Somebody Close Another Door Red Chair Fade Away One Minute Woman                        | EP    | 1967       |        | Barry Gibb, Robin Gibb Barry Gibb, Robin Gibb, Maurice Gibb Barry Gibb, Robin Gibb                                          |
| Holiday Every Christian Lion Hearted Man Will Show You                                          | 45    | 1967       |        | Barry Gibb, Robin Gibb, Maurice Gibb Barry Gibb, Robin Gibb                                                                 |
| Holiday Red Chair Fade Away                                                                     | 45    | 1967       |        | Barry Gibb, Robin Gibb |
| New York Mining Disaster 1941 I Can't See Nobody Turn Of The Century Holiday                    | EP    | 1967       |        | Barry Gibb, Robin Gibb |
| To Love Somebody New York Mining Disaster 1941 Holiday I Can't See Nobody                       | EP    | 1967       |        | Barry Gibb, Robin Gibb |
| Holiday One Minute Woman Cucumber Caste Please Read Me                                          | EP    | 1967       |        | Barry Gibb, Robin Gibb |
| Massachusetts Holiday                                                                           | 45    | 1967       |        | Barry Gibb, Robin Gibb, Maurice Gibb Barry Gibb, Robin Gibb                                                                 |
| New York Mining Disaster 1941 To Love Somebody Spicks And Specks Massachusetts                  | EP    | 1967       |        | Barry Gibb, Robin Gibb Barry Gibb Barry Gibb, Robin Gibb, Maurice Gibb                                                      |
| Massachusetts Sir Geoffrey Saved The World                                                      | 45    | 1967       |        | Barry Gibb, Robin Gibb, Maurice Gibb                                                                                        |
| World Sir Geoffrey Saved the World                                                              | 45    | 1967       |        | Barry Gibb, Robin Gibb, Maurice Gibb                                                                                        |
| World Holiday                                                                                   | 45    | 1967       |        | Barry Gibb, Robin Gibb, Maurice Gibb Barry Gibb, Robin Gibb                                                                 |
| World Sir Geoffrey Saved The World In My Own Time Please Read Me                                | EP    | 1967       |        | Barry Gibb, Robin Gibb, Maurice Gibb Barry Gibb, Robin Gibb                                                                 |
| World Horizontal                                                                                | 45    | 1967       |        | Barry Gibb, Robin Gibb, Maurice Gibb                                                                                        |
| Massachusetts Barker of The UFO Cucumber Castle In My Own Time                                  | EP    | 1967       |        | Barry Gibb, Robin Gibb, Maurice Gibb Barry Gibb Barry Gibb, Robin Gibb                                                      |
| Massachusetts To Love Somebody Close Another Door Spicks and Specks                             | EP    | 1967       |        | Barry Gibb, Robin Gibb, Maurice Gibb Barry Gibb, Robin Gibb Barry Gibb, Robin Gibb, Maurice Gibb Barry Gibb                 |
| Massachusetts World New York Mining Disaster 1941 To Love Somebody                              | EP    | 1967       |        | Barry Gibb, Robin Gibb, Maurice Gibb Barry Gibb, Robin Gibb                                                                 |
| Massachusetts Barker of The UFO Wine and Women Spicks and Specks                                | EP    | 1967       |        | Barry Gibb, Robin Gibb, Maurice Gibb Barry Gibb                                                                             |
| Massachusetts Barker of The UFO Holiday To Love somebody                                        | EP    | 1967       |        | Barry Gibb, Robin Gibb, Maurice Gibb Barry Gibb Barry Gibb, Robin Gibb                                                      |
| Massachusetts Barker of The UFO Craise Finton Kirk Royal Academy of Arts I Close My Eyes        | EP    | 1967       |        | Barry Gibb, Robin Gibb, Maurice Gibb Barry Gibb Barry Gibb, Robin Gibb                                                      |
| Massachusetts New York Mining Disaster 1941 Holiday World                                       | EP    | 1968       |        | Barry Gibb, Robin Gibb, Maurice Gibb Barry Gibb, Robin Gibb Barry Gibb, Robin Gibb, Maurice Gibb                            |
| Words Sinking Ships                                                                             | 45    | 1968       |        | Barry Gibb, Robin Gibb, Maurice Gibb                                                                                        |
| Words Sinking Ships Birdie Told Me With The Sun In My Eyes                                      | EP    | 1968       |        | Barry Gibb, Robin Gibb, Maurice Gibb                                                                                        |
| Words I Close My Eyes Sinking Ships One Minute Woman                                            | EP    | 1968       |        | Barry Gibb, Robin Gibb, Maurice Gibb Barry Gibb, Robin Gibb Barry Gibb, Robin Gibb, Maurice Gibb Barry Gibb, Robin Gibb     |
| Words Day Time Girl Sinking Ships Really and Sincerely                                          | EP    | 1968       |        | Barry Gibb, Robin Gibb, Maurice Gibb                                                                                        |
| World Words Holiday Sinking Ships                                                               | EP    | 1968       |        | Barry Gibb, Robin Gibb, Maurice Gibb Barry Gibb, Robin Gibb Barry Gibb, Robin Gibb, Maurice Gibb                            |
| And the Sun Will Shine Really and Sincerely                                                     | 45    | 1968       |        | Barry Gibb, Robin Gibb, Maurice Gibb                                                                                        |
| Jumbo The Singer Sang His Song                                                                  | 45    | 1968       |        | Barry Gibb, Robin Gibb, Maurice Gibb                                                                                        |
| Words Sinking Ships Jumbo The Singer Sang His Song                                              | EP    | 1968       |        | Barry Gibb, Robin Gibb, Maurice Gibb                                                                                        |
| Holiday Jumbo                                                                                   | 45    | 1968       |        | Barry Gibb, Robin Gibb Barry Gibb, Robin Gibb, Maurice Gibb                                                                 |
| World Red Chair Fade Away Sir Geoffrey Saved The World Every Christian Lion Hearted Man         | EP    | 1968       |        | Barry Gibb, Robin Gibb, Maurice Gibb Barry Gibb, Robin Gibb Barry Gibb, Robin Gibb, Maurice Gibb                            |
| World Sir Geoffrey Saved The World Words Sinking Ships                                          | EP    | 1968       |        | Barry Gibb, Robin Gibb, Maurice Gibb                                                                                        |
| Birdie Told Me World And The Sun Will Shine Lemons Never Forget                                 | EP    | 1968       |        | Barry Gibb, Robin Gibb, Maurice Gibb                                                                                        |
| I’ve Gotta Get a Message to You Kitty Can                                                       | 45    | 1968       |        | Barry Gibb, Robin Gibb, Maurice Gibb                                                                                        |
| I’ve Gotta Get a Message to You Kitty Can Jumbo The Singer Sang His Song                        | EP    | 1968       |        | Barry Gibb, Robin Gibb, Maurice Gibb                                                                                        |
| Jumbo The Singer Sang His Song I’ve Gotta Get a Message to You Kitty Can                        | EP    | 1968       |        | Barry Gibb, Robin Gibb, Maurice Gibb                                                                                        |
| Jumbo The Singer Sang His Song The Ernest of Being George The Change Is Made                    | EP    | 1968       |        | Barry Gibb, Robin Gibb, Maurice Gibb                                                                                        |
| I’ve Gotta Get a Message to You Kitty Can Really and Sincerely With The Sun In My Eyes          | EP    | 1968       |        | Barry Gibb, Robin Gibb, Maurice Gibb                                                                                        |
| I’ve Gotta Get a Message to You Kitty can Harry Braff The Ernest of Being George                | EP    | 1968       |        | Barry Gibb, Robin Gibb, Maurice Gibb                                                                                        |
| I’ve Gotta Get a Message to You Kitty can Down to Earth Such a Shame                            | EP    | 1968       |        | Barry Gibb, Robin Gibb, Maurice Gibb Vince Melouney                                                                         |
| I Started a Joke Kilburn Towers                                                                 | 45    | 1968       |        | Barry Gibb, Robin Gibb, Maurice Gibb                                                                                        |
| I Started a Joke Swan Song                                                                      | 45    | 1968       |        | Barry Gibb, Robin Gibb, Maurice Gibb                                                                                        |
| I Started a Joke Idea                                                                           | 45    | 1968       |        | Barry Gibb, Robin Gibb, Maurice Gibb                                                                                        |
| I Started a Joke Kilburn Towers In the Summer of His Years Such a Shame                         | 45    | 1968       |        | Barry Gibb, Robin Gibb, Maurice Gibb Vince Melouney                                                                         |
| I’ve Gotta Get a Message to You Kitty Can I Started a Joke                                      | 45    | 1968       |        | Barry Gibb, Robin Gibb, Maurice Gibb                                                                                        |
| I’ve Gotta Get a Message to You To Love Somebody I Started a Joke New York Mining Disaster 1941 | 45    | 1968       |        | Barry Gibb, Robin Gibb, Maurice Gibb Barry Gibb, Robin Gibb Barry Gibb, Robin Gibb, Maurice Gibb                            |
| I’ve Gotta Get a Message to You Kitty Can To Love Somebody Close Another Door                   | 45    | 1968       |        | Barry Gibb, Robin Gibb, Maurice Gibb Barry Gibb, Robin Gibb Barry Gibb, Robin Gibb, Maurice Gibb                            |
| Words I Started a Joke To Love Somebody Marley Purt Drive                                       | 45    | 1968       |        | Barry Gibb, Robin Gibb, Maurice Gibb Barry Gibb, Robin Gibb Barry Gibb, Robin Gibb, Maurice Gibb                            |
| First of May Lamplight                                                                          | 45    | 1969       |        | Barry Gibb, Robin Gibb, Maurice Gibb                                                                                        |
| Marley Purt Drive Sound of Love                                                                 | 45    | 1969       |        | Barry Gibb, Robin Gibb, Maurice Gibb                                                                                        |
| Marley Purt Drive Suddenly Sound of Love                                                        | 45    | 1969       |        | Barry Gibb, Robin Gibb, Maurice Gibb                                                                                        |
| Tomorrow Tomorrow Sun In My Morning                                                             | 45    | 1969       |        | Barry Gibb, Maurice Gibb |
| Don't Forget to Remember The Lord                                                               | 45    | 1969       |        | Barry Gibb, Maurice Gibb |
| Don't Forget to Remember I Lay Down and Die                                                     | 45    | 1969       |        | Barry Gibb, Maurice Gibb |
| I Started a Joke Kilburn Towers First of May Lamplight                                          | EP    | 1969       |        | Barry Gibb, Robin Gibb, Maurice Gibb                                                                                        |
| First of May Cherry Red I Was a Lover, a Leader Of Men The Three Kisses Of Love                 | EP    | 1969       |        | Barry Gibb, Robin Gibb, Maurice Gibb Barry Gibb                                                                             |
| First of May Edison Lamplight                                                                   | EP    | 1969       |        | Barry Gibb, Robin Gibb, Maurice Gibb                                                                                        |
| First of May Idea Lamplight Indian Gin and Whisky Dry                                           | EP    | 1969       |        | Barry Gibb, Robin Gibb, Maurice Gibb                                                                                        |
| I Started a Joke I've Gotta Get a Message To You To Love Somebody Massachusetts                 | EP    | 1969       |        | Barry Gibb, Robin Gibb, Maurice Gibb Barry Gibb, Robin Gibb Barry Gibb, Robin Gibb, Maurice Gibb                            |
| Massachusetts World Words Holiday                                                               | EP    | 1969       |        | Barry Gibb, Robin Gibb, Maurice Gibb                                                                                        |
| I Started a Joke Words Massachusetts First of May                                               | EP    | 1969       |        | Barry Gibb, Robin Gibb, Maurice Gibb                                                                                        |
| Tomorrow Tomorrow Indian Gin and Whisky Dry Sun in My Morning Let There Be Love                 | EP    | 1969       |        | Barry Gibb, Maurice Gibb Barry Gibb, Robin Gibb, Maurice Gibb Barry Gibb, Maurice Gibb Barry Gibb, Robin Gibb, Maurice Gibb |
| Don’t Forget To Remember Really and Sincerely Lemons Never Forget The Lord                      | EP    | 1969       |        | Barry Gibb, Maurice Gibb Barry Gibb, Robin Gibb, Maurice Gibb Barry Gibb, Maurice Gibb                                      |
| Tomorrow Tomorrow Suddenly Sun In My Morning Whisper Whisper                                    | EP    | 1969       |        | Barry Gibb, Maurice Gibb Barry Gibb, Robin Gibb, Maurice Gibb Barry Gibb, Maurice Gibb Barry Gibb, Maurice Gibb, Robin Gibb |